# Djo Tunda wa Munga
Djo Tunda wa Munga est un réalisateur, producteur et scénariste congolais né le 25 octobre 1972, à Kinshasa en République Démocratique du Congo.  

## Biographie
Djo Tunda wa Munga est né à Kinshasa dans l'ancien Zaïre, le 25 octobre 1972, et immigre à l’âge de 10 ans en Belgique à Bruxelles.
Il sort diplômé de l'Institut National des Arts Supérieurs de Bruxelles. Il retourne directement au Congo, et devient assistant directeur et producteur pour différents programmes télévisuels internationaux comme la BBC, Arte ou encore la DRTV 2.
Il crée en 2006, la société de production audiovisuelle du nom de Suka ! Productions en République Démocratique du Congo à Kinshasa. Et en 2009, il crée la toute première école de cinéma congolaise surnommer les Ateliers d'action, il va produire en 2010 les courts-métrages des étudiants de première année, et ses courts-métrages vont être par la suite réunis en un seul long-métrage du nom de Congo For Act.
En 2010, il écrit et réalise le film Viva Riva!. Le film sera un large succès critique, il remporte en 2011 six African Movie Academy Awards, dont le prix du meilleur film et du meilleur réalisateur, Viva Riva ! est aussi sacré meilleur long-métrage du Los Angeles Pan African Film Festival.
En 2012, il fonde à Londres Dm Pictures, une agence qui développe des projets internationaux

## Réalisation

### Style
Pour le film Viva Riva !, Munga tire ses influences directement dans le film noir mais aussi dans les films de gangster. Dès le départ, il y a de la violence, de la corruption. Le film suit le héros congolais éponyme Riva alors qu’il rentrait chez lui à Kinshasa en République Démocratique du Congo après un passage en Angola, pays voisin, avec un camion rempli de carburant qu’il avait volé de son chef, un gangster angolais. Par la suite Riva devra rouler un business à risque, il tombera amoureux d'une femme fatale qui est aussi la petite amie du gangster local ce qui lui créera encore plus d'ennui dans une ville où règne le chaos. 
Influences
Les influences de Munga sont diverses, les films de gangster comme par exemple Scarface de Brian de Palma ou encore Les Affranchis de Martin Scorsese, au film nippon d' Akira Kurosawa.

## Filmographie
- 2009 : Papy
- 2010 : Viva Riva !
- 2012 : Kinshasa Assainissement

## Distinction

### Récompenses
- African Movie Awards 2011 : Prix du meilleur film et du meilleur réalisateur pour Viva Riva !

- Los Angeles Pan African Film Festival 2011 : Prix du meilleur long-métrage pour Viva Riva !

### Nominations
- MTV Movie Awards 2011 : Prix du meilleur film africain pour Viva Riva !

- CPH PIX 2011 : Prix du meilleur talent Pix pour Viva Riva !